# Denverski razvojni presejalni test
Denverski razvoji presejalni test (DRPT) je standardiziran postopek ugotavljanja, ocenjevanja in spremljanja ustreznosti razvoja otroka. Je predhodnik posodobljene oblike Denver II (Frankenburg idr., 1992; slovenska priredba Frankenburg idr., 2001, v )

## Opis testa
DRPT omogoča selekcijo otrok, ki potrebujejo temeljno diagnostično ali svetovalno pomoč. Z izvedbo pa lahko dobimo tudi grobo oceno psihomotoričnega razvoja donošenčkov in hkrati identificiramo posameznike, ki potrebujejo nadaljnjo zdravniško ali psihološko obravnavo in pomoč. Je dobra presejalna metoda, s katero lahko uspešno prepoznamo od 85 % do 100 % otrok z razvojnimi zaostanki . Zelo pomembno je, da otroke, ki imajo zaostanek v razvoju, odkrijemo čim bolj zgodaj. Prej kot odkrijemo razvojne motnje ali zaostanke, prej lahko začnemo z zdravljenjem in nudenjem strokovne pomoči, kar daje večje možnosti, da bo otrok lahko v največji meri razvil svoje zmožnosti, ne glede na stopnjo prizadetosti. Poleg tega je DRPT namenjen kontinuiranemu spremljanju otroka, pri katerem obstaja razvojno tveganje, skozi celotno predšolsko obdobje, do 6. leta. Uporabljajo ga lahko zdravstveni delavci, ki imajo doseženo vsaj peto stopnjo izobrazbe iz zdravstvene smeri in so hkrati opravili usposabljanje za izvedbo DRPT. Interpretacijo rezultatov pa mora na koncu podati otrokov zdravnik ali psiholog, ki zanjo tudi strokovno odgovarja .
Celoten preizkus vsebuje naloge s štirih področji razvoja :
- socializacija
- drobna motorika
- groba motorika
- govor

### Prednosti DRPT
DRPT je enostaven za uporabo, saj ima natančno opredeljen postopek z uporabo odgovornega lista in priročnika, poleg tega pa ima enostaven testni material. Prednost DRPT je v tem, da ga je mogoče uporabiti kadarkoli in ne le ob v naprej določenih starostih. Otrok ne izvaja vseh nalog, temveč je vzorec prilagojen njegovi starosti. Otroka tako običajno preizkusimo z dvajsetimi nalogami .

### Slabosti DRPT
DRPT je presejalni test in ne test za merjenje inteligentnosti. Njegov namen je, da opozori na morebiten zaostanek, a z njim ne moremo diagnosticirati razvojnih motenj, kar pomeni, da DRPT ne more nadomestiti diagnostične evalvacije ali zdravstvenega pregleda. Slabost testa je, da ne zajema vseh vidikov razvoja, saj je razvoj zelo širok pojem . Čeprav DRPT dobro loči otroke s težavami od ostalih, pa ima nizko občutljivost ter nizko napovedno vrednost za otroke brez težav .

## Razvoj DRPT
Denverski razvojni presejalni test so razvili v 70-ih letih, na podlagi prepričanja, da do tedaj obstoječi načini presejevanja otrok niso dovolj praktični za široko uporabo. DRPT je bil za uporabo v Sloveniji pripravljen leta 1984, ko se je začela tudi standardizacija v Sloveniji . DRPT so v ZDA, leta 1990, posodobili in ponovno standardizirali ter registrirali z novim imenom Denver II. Danes se ta test uporablja tudi v Sloveniji saj je bila narejena restandardizacija na populaciji slovenskih predšolskih otrok .

## Izvajanje preizkusa
DRPT je potrebno izvesti pri vseh sistematičnih pregledih otrok v predšolskem obdobju . Izvajanje DRPT mora biti izvedeno v standardni obliki, z uporabo standardnih pripomočkov. Preizkus običajno traja približno 20 min in poteka ob prisotnosti staršev v prostoru brez motečih dejavnikov . Test v glavnem temelji na opazovanju otrokovih zmožnosti. Določene naloge pa lahko ocenimo na osnovi podatkov, ki jih podajo starši .